# General der Fliegerausbildung
General der Fliegerausbildung (Gen.d.Fl.Ausb.) war eine Dienststelle und Amtsbezeichnung innerhalb der deutschen Luftwaffe.
Der General der Fliegerausbildung ging am 27. Juli 1943 aus der aufgelösten Dienststelle Chef des Ausbildungswesens der Luftwaffe (Chef AW) hervor und war dem Chef des Generalstabs der Luftwaffe unterstellt. Der Chef des Ausbildungswesens der Luftwaffe wurde im Februar 1939 zur Entlastung des Generalstabs der Luftwaffe gebildet und unterstand dem Generalinspekteur der Luftwaffe, ab April 1940 dem Chef der Luftwehr. Er wurde mit der Dienststellung und Disziplinarbefugnis eines Kommandierenden Generals ausgestattet. Ende März 1945 erfolgte die Umbenennung des Generals der Fliegerausbildung in Kommandierender General der Flieger-Ausbildung, ohne die Unterstellung zu ändern. Die der Dienststelle zugeordneten Flieger-Schul-Divisionen wurden anfangs auch als Flieger-Ausbildungs-Divisionen bezeichnet.
Der General der Fliegerausbildung war für das fliegerische Ausbildungswesen der Luftwaffe zuständig.

## Offiziere in dieser Dienststellung
Chef des Ausbildungswesens der Luftwaffe:
- General der Flieger Bernhard Kühl: Juni 1940 bis Juli 1943

Kommandeur der Fliegerschulen:
- Generalmajor Werner Kreipe: Juli 1943 bis 31. Juli 1944
- Generalleutnant Gerd von Massow: August 1944 bis Kriegsende

## Gliederung Februar 1945
- Flieger-Schul-Division Göppingen mit 15 Flugzeugführerschulen A und 6 Flugzeugführerschulen B
- Flieger-Schul-Division (nur Lehr-Bataillon), bereits im Februar 1945 wieder aufgelöst und auf die anderen Divisionen verteilt
- Flieger-Schul-Division Prag mit u. a. 3 Schlachtgeschwadern
- Flieger-Schul-Division Döberitz-Elsgrund mit u. a. 6 Jagdgeschwadern, einem Zerstörergeschwader und einem Nachtjagdgeschwader
- Höherer Kommandeur der Luftkriegsschulen Dresden
- Höherer Kommandeur der Fliegertechnischen Schulen Berlin